# گروه لیون
گروه لیون (انگلیسی: Lion Group) شرکت فولاد مالزیایی است، که در سال ۱۹۷۸ تأسیس شد.